# Jesziwa

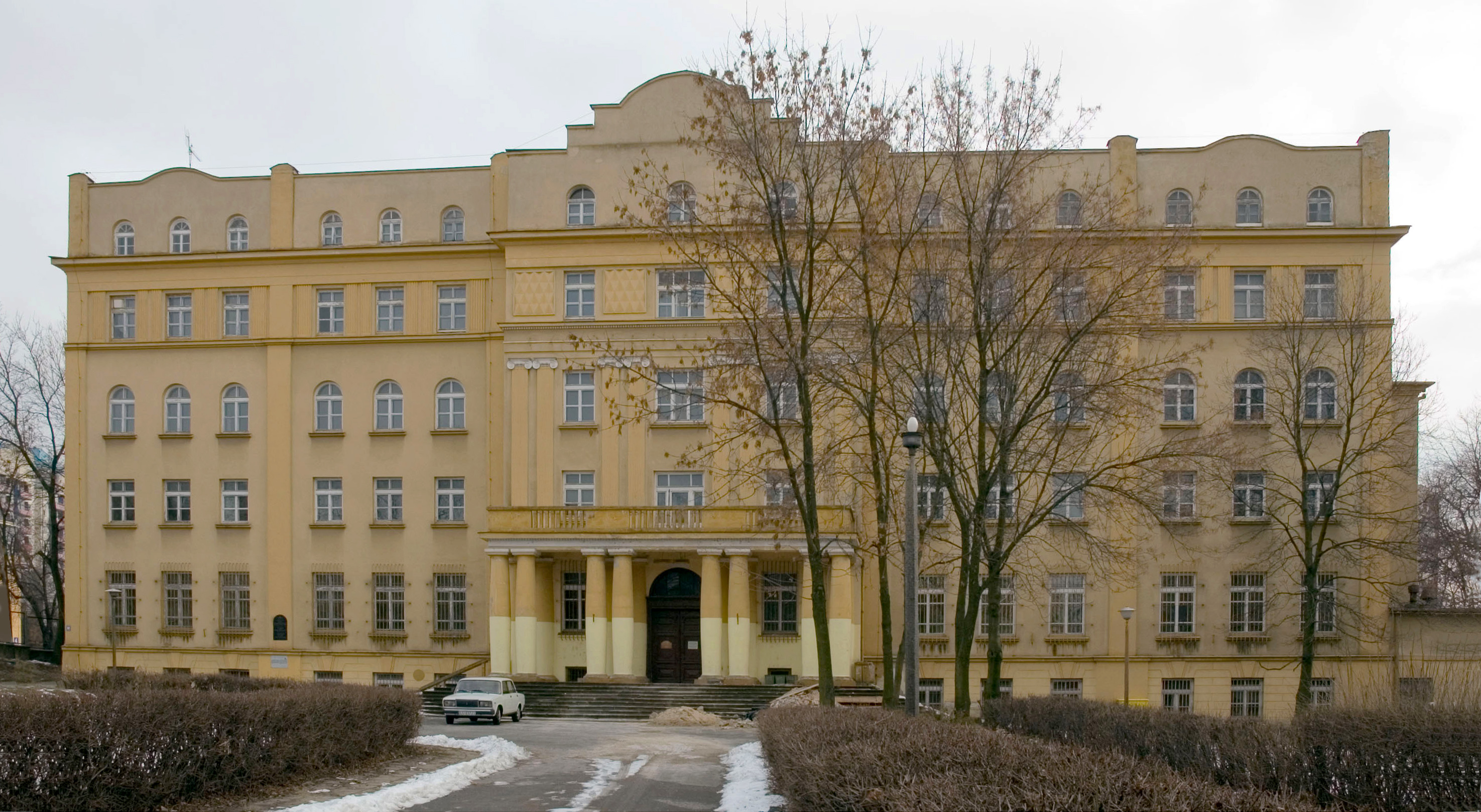
Jeszywas Chachmej Lublin

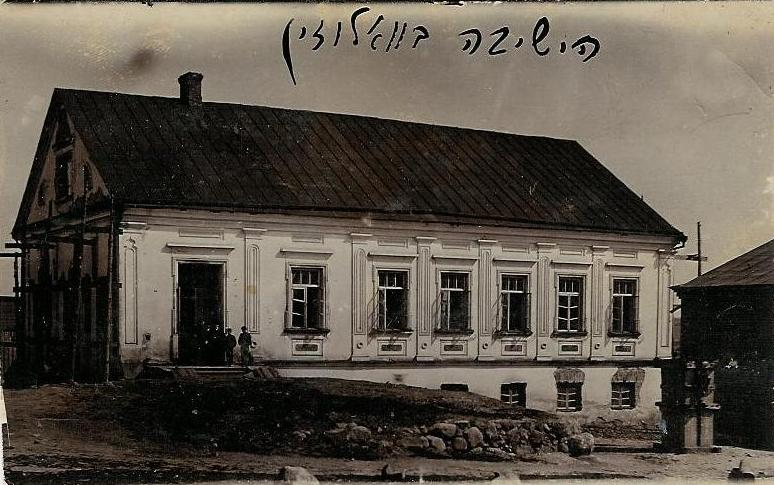
Jesziwa w Wołożynie

Jesziwa, jesziba, jeszywa, jeszybot (hebr. ישיבה, posiedzenie) – rodzaj wyższej szkoły talmudycznej dla nieżonatych studentów. Dawniej pobierali w niej nauki chłopcy w wieku od 13 lub 14 do dwudziestu kilku lat, absolwenci chederu lub szkoły zwanej talmud tora. Po ukończeniu jesziwy niektórzy otrzymywali smichę, która uprawniała do objęcia stanowiska rabina.
Pierwsze jesziwy powstały w VIII wieku w Afryce Północnej i Hiszpanii. Największą przedwojenną jesziwą na świecie była założona w 1930 r. Jeszywas Chachmej Lublin (Lubelska Szkoła Mędrców). Obecnie jesziwy działają głównie w Izraelu oraz Stanach Zjednoczonych.